# Peter Fenwick
Peter Brooke Cadogan Fenwick (* 25. Mai 1935 in Kenia; †  22. November 2024) war ein britischer Neuropsychiater und Neurophysiologe, mit Schwerpunkt auf Forschungen zur Epilepsie sowie Nahtod-Studien. 

## Biographie
Nach einem naturwissenschaftlichen Studium  am Trinity College in Cambridge absolvierte er ein Praktikum am St Thomas’ Hospital in London. Er war Senior Lecturer am King’s College London und arbeitete dort als Berater am Institut für Psychiatrie (Institute of Psychiatry, IoPPN). Zudem war er als neuropsychologischer Berater an drei weiteren Krankenhäusern tätig und versah eine Gastprofessur am Institut RIKEN in Japan. Er war Präsident des britischen Zweiges der Internationalen Vereinigung für Nahtod-Studien (IANDS). Er verfasste einige Werke zusammen mit seiner Frau Elizabeth Fenwick sowie Artikel für Fachzeitschriften wie Journal of Neurology, Neurosurgery, and Psychiatry und Journal of Consciousness Studies.
2003 traten Fenwick und der Kardiologe Sam Parnia in einem Dokumentarfilm der BBC unter dem Titel The Day I Died auf. Sie diskutierten dabei ihre Ansichten zu Nahtoderfahrungen und erläuterten, dass ihrer Meinung nach der Verstand unabhängig vom Gehirn auch nach dem Tod funktionieren könne. Die Schriftstellerin Susan Blackmore kritisierte die Sendung als „einseitige und unehrliche Berichterstattung“.

## Ausgewählte Werke (mit Elizabeth Fenwick)
- The Art of Dying. Continuum, 2008, ISBN 978-0826499233
- Past Lives: An Investigation into Reincarnation Memories. Berkley, 2001, ISBN 978-0425180754
- The Hidden Door: Understanding and Controlling Dreams. Berkley Publishing Group, 1999, ISBN 978-0747218401
- The Truth in the Light: An Investigation of Over 300 Near-Death Experiences. Berkley Trade, 1997, ISBN 978-0747246688
- Living with Epilepsy: A Guide to Taking Control. Bloomsbury, 1996, ISBN 978-0747523406